# Zeev Kun
Pour les articles homonymes, voir Kun.
Zeev Kun, né le 16 avril 1930 et mort le 20 juin 2024, est un peintre israélien d’origine hongroise,,. Il est le père de Shay Kun.

## Vie et œuvre
Zeev Kun est né le 16 avril 1930 à Nyíregyháza, au Nord-Est de la Hongrie. Adolescent, il a travaillé dans le petit magasin de fournitures d'art tenu par ses parents, Blanka et Sandor. Alors que la déportation des juifs hongrois avait commencé en mars-avril 1944, Zeev Kun fut emprisonné dans le camp de Jaworzno, camp annexe du camp de concentration d'Auschwitz, situé à 23 kilomètres de celui-ci.  En janvier-avril 1945, il fut interné dans les camps de Gross-Rosen, Buchenwald et Flossenbürg. Le 23 avril 1945, Flossenbürg fut libéré par les troupes américaines. En août 1945, Zeev Kun retourna en Hongrie, et avec son numéro matricule d’Auschwitz toujours visible sur son avant-bras, il reprit l’école. Plus tard, en automne 1947, il entra à l’Académie des Beaux-Arts de Budapest (aujourd’hui appelée Université hongroise des beaux-arts, Magyar Képzőművészeti Egyetem), où il passa un an et demi environ. Alors que le nouveau régime pro-communiste devenait de plus en plus répressif,  Kun rejoignit en 1949, un groupe de jeunes juifs liés au mouvement sioniste de gauche « Hachomer Hatzaïr » et réussit à traverser clandestinement la frontière tchèque. Il arriva en Autriche, puis en Italie. Depuis le port italien de Bari, le groupe embarqua sur un navire qui les amena en Israël.
Dès son arrivée en Israël, Zeev Kun s'installa dans le kibboutz de Givat-Chaim aux alentours de Hadera. Cependant, en 1951, il s'inscrivit à l’Académie des Beaux-Arts de Vienne. Il est allé à Vienne, où à l’époque, s'est formée la fameuse école viennoise du réalisme fantastique. Les étudiants et les jeunes professeurs de l’Académie cherchaient à analyser le passé proche et refléter les horreurs de la Deuxième Guerre mondiale, tout en menant un dialogue artistique avec les maîtres de la Renaissance allemande (par exemple Jérôme Bosch et Pieter Brueghel l’Ancien), ainsi qu’avec les surréalistes des années 1920 et 1930, avec tout d’abord Max Ernst (1891–1976).
À l’Académie des Beaux-Arts de Vienne, Zeev Kun était proche d’Anton Lehmden (né en 1929) et Ernst Fuchs (1930–2015). Dans ses tableaux, ce dernier évoque les images de l’Apocalypse, dans ses œuvres pleines d’horreur et de peur, la présence de la mort est toujours palpable. Il est naturel que Zeev Kun, qui avait lui-même survécu au cauchemar d’Auschwitz et de Buchenwald, fut tellement touché par les tableaux de ce peintre, qui a d’ailleurs le même âge.
À son retour en Israël, en 1954, Zeev Kun est devenu membre de l’Association israélienne des peintres et sculpteurs. Sa technique impeccable et affinée lui a permis de réaliser des tâches artistiques les plus difficiles, et il a offert des interprétations philosophiques et allégoriques de la Shoah, sa peine toujours à vif, malgré la renaissance nationale juive en Israël et dans les pays de la diaspora. Dans ses paysages et natures mortes surréalistes, il s’interroge sur des sujets bien compliqués, il crée des images diverses et perçantes. 

## Expositions
Il a exposé dans beaucoup de villes israéliennes comme Jérusalem (1954) et Tel Aviv (1959, 1961, 1963, 1964, 1968 et 2014), ainsi qu’à Bruxelles (1960), Paris (1962, 1972 et 1994), Londres (1965), Sydney (1967), New York (1968), Los Angeles (1968), Détroit (1970), Amsterdam (1972), Stockholm (1975), Anvers (1976) ou encore à Berlin (1987). En 1973, Zeev Kun a reçu le prestigieux prix Max Nordau. Pendant de longues années, le peintre a vécu et travaillé à Safed, où il avait aussi une galerie, mais plus tard il est retourné à Tel Aviv.
Les œuvres de Zeev Kun sont régulièrement vendues par les plus grandes maisons de ventes aux enchères israéliennes, telles que « Tiroche », « Matsart », « Egozi » et beaucoup d’autres. Elles sont estimées et appréciées par les collectionneurs ainsi que par les amateurs d’art.